# 群馬県道338号駒形大間々線
群馬県道338号駒形大間々線（ぐんまけんどう 338ごう こまがたおおまません）は、群馬県桐生市川内町五丁目字駒形からみどり市大間々町大間々に至る県道である。

## 路線データ
- 起点：桐生市川内町五丁目字駒形[1]
- 終点：みどり市大間々町大間々1313番（国道122号交点〈大間々3丁目交差点〉）[注釈 1]

## 歴史
- 1959年（昭和34年）9月18日：群馬県より現・道路法に基づき、県道駒形大間々線（桐生市川内町五丁目字駒形 - 山田郡大間々町大字大間々、整理番号148）が路線認定される[2]。
  - 同時に、前身路線にあたる旧・県道駒形大間々線（桐生市 - 山田郡大間々線、整理番号69）が路線廃止される[3]。

## 地理

### 通過する自治体
- 群馬県
  - 桐生市
  - みどり市

### 交差する道路
- 群馬県道342号川内堤線 - 桐生市川内町5丁目（川内町5丁目交差点）
- 国道122号 - みどり市大間々町大間々（大間々3丁目交差点、終点）